# 占士·活士
詹姆士·霍華·伍茲（英語：James Howard Woods，1947年4月18日—），美国藝人，生于犹他州弗纳尔，成长于罗得岛州沃里克。

## 早年生活
伍茲於1947年4月18日出生在犹他州弗纳尔，有一個比自已年輕十歲的弟弟。他的父親蓋爾·佩頓·伍茲 (Gail Peyton Woods) 是一名陸軍情報官員，於 1960 年去世。他成長于罗得岛州沃里克。

## 個人生活
詹姆士·伍茲是好萊塢為數不多的公開共和黨支持者，在2020年美國總統大選中支持唐納·川普連任。